# Lintjärnen (Rengsjö socken, Hälsingland)
Lintjärnen är en sjö i Bollnäs kommun i Hälsingland och ingår i Ljusnans huvudavrinningsområde. Sjön är 3,9 meter djup, har en yta på 0,014 kvadratkilometer och befinner sig 127,7 meter över havet.